# Máramarosszigeti Piarista Gimnázium
A Máramarosszigeti Piarista Gimnázium egy 1731-től 1920-ig, majd 1941-től 1944-ig Máramarosszigeten működött, a Piarista rend fenntartásában levő középiskola volt.

## Története
Az iskolát Zuana Márk, a sóbányák királyi biztosa kezdeményezésére 1730-ban alapította III. Károly király, és a következő évben nyílt meg; az ünnepélyes alapítólevél 1736-ban kelt. Kezdetben egy faépületben működött egy tanárral és 28 diákkal. Később kőépületet emeltek a Borromeo Szent Károly-templom közelében. Az iskolaépület 1802-ben és 1872-ben tűzvész martaléka lett, de mindkétszer újjáépítették. 1850-ben négyosztályos algimnázium volt. Az 1860-as évektől román nyelvet is tanítottak.
1907 és 1911 között nyolcosztályos főgimnáziummá fejlesztették. Új gimnáziumi épülete 1911–1912-ben készült el a templomkert végében, a budapesti Baumgarten Sándor építész tervei alapján, a beregszászi Fuchs és Társa cég kivitelezésében. Az első és második emeleti födémek építéséhez a városban elsőként használtak vasbetont. Diákjainak száma 1885-ben 92, 1887-ben 122, 1899-ben 187, 1909-ben 230 volt. Utóbbi évben 14 tanár, köztük 5 piarista tanított az iskolában.
1920 szeptemberében államosították, és 1940 júniusáig román tannyelvű állami gimnáziumként működött. A rendház ugyanakkor megmaradt, 1925-től az szentszéki dekrétummal létrejött romániai rendtartomány részeként. A második bécsi döntés után, 1940-től 1945-ig ismét magyar tannyelvű, 1941–1942-től 1944-ig piarista gimnáziumként működött. (1940-től átmenetileg a rendház is visszakerült a magyarországi rendtartományhoz, a háború után azonban megszűnt.)
1948-ban újra román tannyelvű állami gimnázium volt, Dragoș Vodă Líceum néven.

## Személyek

### Egykori tanárok
- Simonchich Ince János SchP (1750–1807)
- Dombi Mihály SchP (1756–1828)
- Farkas János Chrysostom SchP (1794–1850)
- Juhász Gyula (1883–1937) első tanári állomáshelye volt 1906–1908 között

### Egykori diákok
- Péter Dezső (1929–1990) néprajzkutató